# Nikola Lomnická
Nikola Lomnická (* 16. September 1988), verheiratete Nikola Haklits, ist eine ehemalige slowakische Leichtathletin, welche sich auf den Hammerwurf spezialisiert hatte.

## Karriere
Ihre ersten internationalen Erfahrungen sammelte Nikola Lomnická bei den Juniorenweltmeisterschaften 2006 in der chinesischen Hauptstadt Peking, wo sie im Hammerwurf an den Start ging. Mit einer Weite von 56,91 Metern scheiterte sie aber direkt in der Qualifikation. Da sie zwischen 2009 und 2013 an der University of Georgia studierte, durfte sie die Slowakei bei der Sommer-Universiade 2009 in der serbischen Hauptstadt Belgrad vertreten. Mit einer Weite von 59,33 Metern schied sie im Stadion Roter Stern bereits in der Qualifikation aus. Wenige Tage später nahm sie an den U23-Europameisterschaften 2009 im litauischen Kaunas teil. Dort erreichte sie im S.Dariaus-und-S.Girėno-Stadion das Hammerwurf-Finale und belegte mit einer Weite von 61,49 Metern den fünften Platz. Vier Jahre später nahm Nikola Lomnická zum zweiten Mal an einer Sommer-Universiade teil und im Zentralstadion der russischen Stadt Kasan im Hammerwurf mit einer Weite von 65,78 Metern den siebten Platz. Ein Jahr später konnte sie sich für die Europameisterschaften 2014 in Zürich qualifizieren. Nachdem sie sich mit einer Weite von 67,18 Metern für das Finale qualifizierte, belegte steigerte sie sich dort auf 67,39 Meter und beendete den Wettbewerb im Letzigrund auf dem achten Platz. Nachdem sie vom Slovenský olympijský výbor als Ersatz für die Europaspiele 2015 in der aserbaidschanischen Hauptstadt Baku nominiert wurde und dort nicht zum Einsatz kam, startete sie zwei Jahre später bei den Leichtathletik-Weltmeisterschaften 2017 in der britischen Hauptstadt London. Mit einer Weite von 64,60 Metern verpasste sie klar das Finale. Im darauffolgenden Jahr beendete sie ihre Sportkarriere.
Zwischen 2007 und 2017 gewann Nikola Lomnická drei Mal die slowakische Meisterschaft im Hammerwurf. Während sie 2007 und 2010 die Titel in Abwesenheit der Seriensiegerin Martina Hrašnová gewann, konnte sie im Jahr 2017 die Seriensiegerin im Wettbewerb bezwingen. Zudem gewann sie im Jahr 2010 die NCAA-Meisterschaft im Hammerwurf.

## Familie
Sie ist die Schwester von Marcel Lomnický, welcher ebenfalls im Hammerwurf aktiv ist.